# San Juan el Real (Oviedo)
San Juan el Real es un templo católico situado en la ciudad de Oviedo (Principado de Asturias, España). Se trata de una iglesia parroquial perteneciente a la archidiócesis de Oviedo que tiene el título de basílica menor. El edificio, de estilo historicista, es obra de Luis Bellido y fue inaugurado en 1915. Se localiza en la plaza de Fernando Rubio, haciendo chaflán entre las calles de Melquíades Álvarez y del Doctor Casal.

## Historia

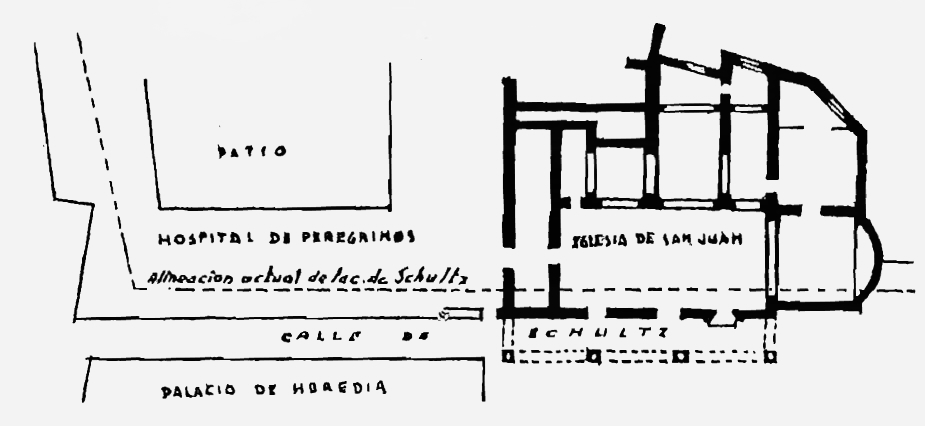
Planta de la iglesia primitiva de San Juan por Sabas Casielles

La parroquia tiene su origen en la iglesia románica construida en el siglo XII anexa al hospital de peregrinos de San Juan. Ambos se encontraban en la actual calle de Schulz, próximos a la iglesia de San Salvador. El hospital se encontraba en el antiguo palacio de Alfonso III el Magno, que fue donado por su hijo Alfonso VI a la citada sede ovetense para hospital de pobres. En el palacio existía un oratorio, privado, con un altar a san Juan Bautista, que es el origen de la iglesia anexa. Los documentos conservados más antiguos sobre la iglesia son del siglo XIII, si bien las características de los restos conservados se corresponderían con la segunda mitad del siglo anterior. De dicha iglesia se conserva la portada meridional en el Tabularium Artis Asturiensis.
Por antigüedad, es la segunda parroquia de la capital asturiana después de la de San Tirso y precediendo a la de San Isidoro. El territorio de la parroquia en la Edad Media era el del noroeste de la ciudad, con límites con las parroquias urbanas de San Tirso y La Corte, y la rural de San Pedro de los Arcos.
El edificio fue declarado en ruinas en 1873 y la parroquia fue trasladada a la iglesia del antiguo convento de San Francisco, convertido en hospital. A pesar de los esfuerzos para su conservación, la iglesia de san Juan fue derribada en 1882. La parroquia se mantuvo en San Francisco hasta 1902 en que también fue derribada. De allí pasó a La Corte y, en el mismo año, a San Tirso para finalmente ocupar el edificio actual en 1915. 
El 23 de octubre de 1923 se casaron en esta iglesia Carmen Polo y el comandante Francisco Franco, siendo padrino el rey Alfonso XIII, representado por el gobernador militar de Asturias. La única hija del matrimonio, Carmen Franco y Polo, también fue bautizada aquí y en una de las capillas cinerarias de la iglesia están los restos mortales de Felipe Polo Flórez y su esposa Ramona Martínez Valdés, padres de Carmen Polo.
En junio de 2012 fue nombrado nuevo párroco Francisco Javier Suárez Fernández, en sustitución de Fernando Rubio Bardón, fallecido el 18 de abril del mismo año. El padre Rubio había sido párroco de San Juan el Real durante casi medio siglo. En 2004 el Ayuntamiento de Oviedo le nombró hijo adoptivo de la ciudad y puso su nombre a la plaza situada delante de la iglesia.
Tiene el título de basílica menor por decreto de la Santa Sede del 24 de septiembre de 2014.

## Descripción

### Arquitectura

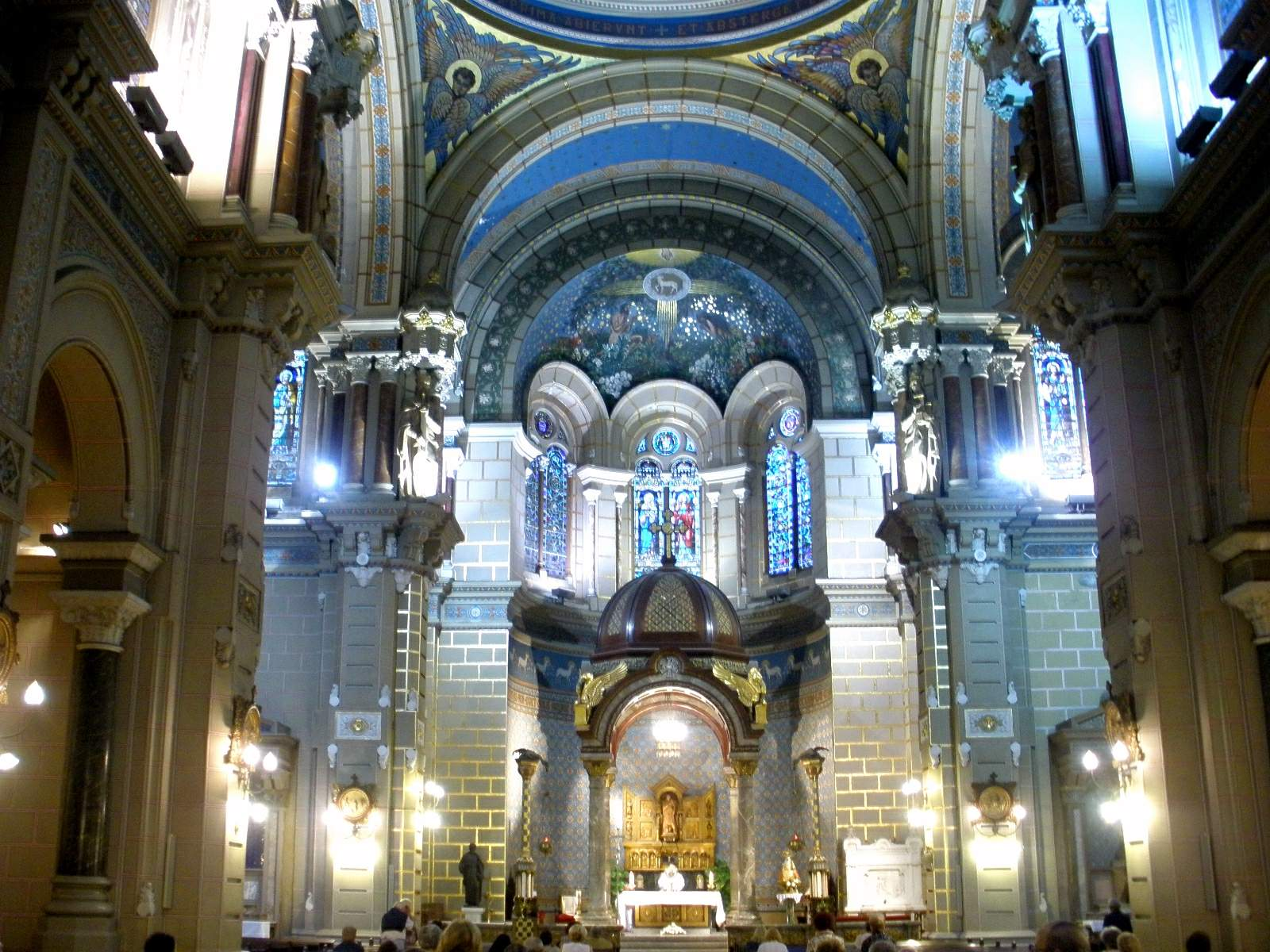
Interior de la Basílica de San Juan el Real

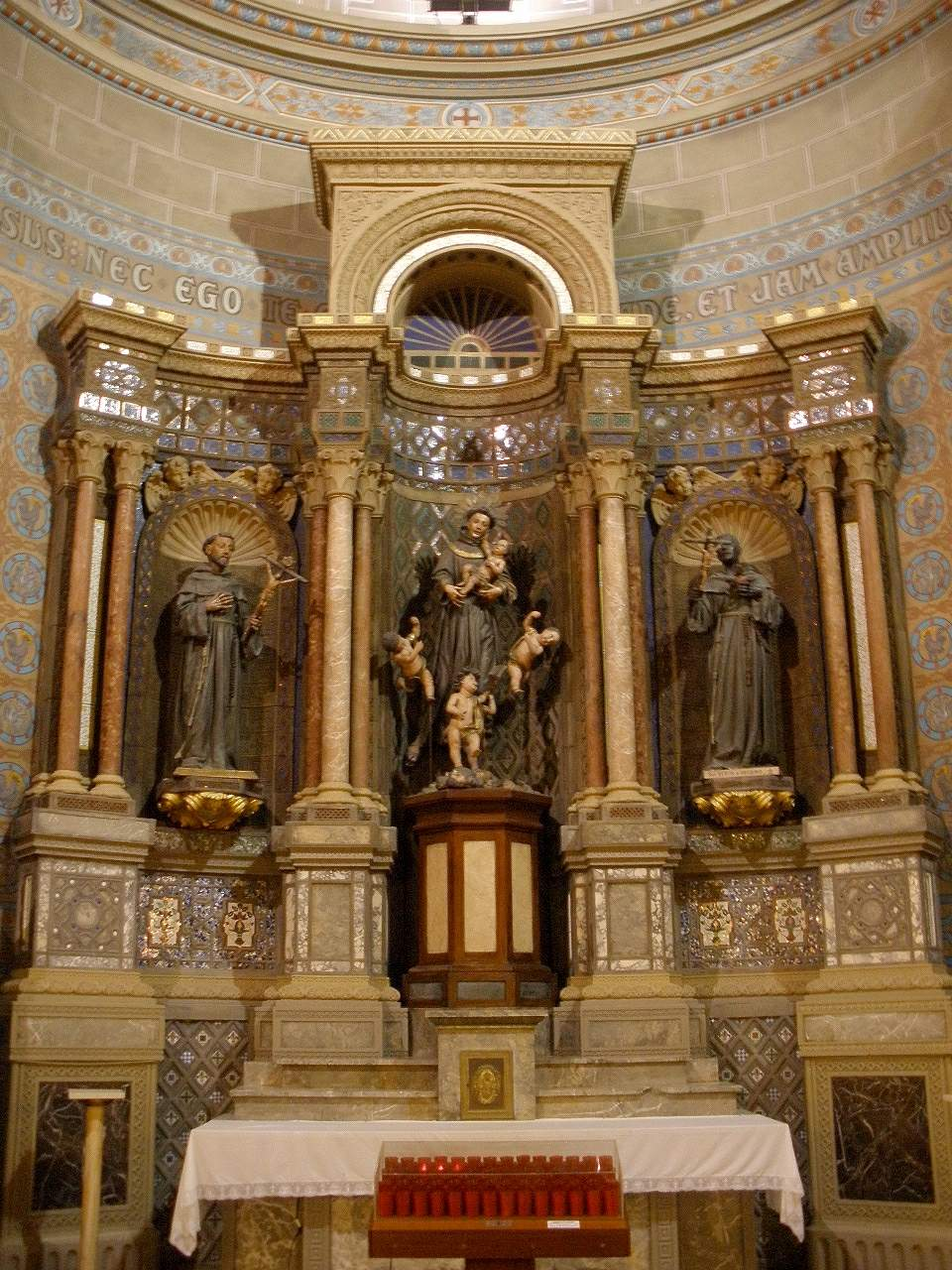
Altar de San Antonio. Las imágenes proceden del antiguo convento de San Francisco

El templo, diseñado por el arquitecto Luis Bellido, es de estilo historicista ecléctico muy ornamentado, con predominio de formas neorrománicas y bizantinas. Fue edificado entre 1902 y 1915 para sede parroquial y sustituir a la primitiva iglesia de San Juan.
Tiene planta de cruz latina de una nave, con capillas laterales y una gran cúpula sobre pechinas y cimborrio, recubierta externamente de azulejos rojos. La cabecera y el transepto rematan en ábsides poligonales. Toda su fábrica es de primorosa cantería de piedra rosa y blanca, con profusión de pináculos, molduras y capiteles. La fachada, en forma de hastial, ostenta un enorme ventanal de tres cuerpos sobre la portada, y está flanqueada por dos torres, coronadas por templetes que albergan las campanas. 
Por su aspecto imponente, se la llama, popularmente, la Catedral del Ensanche. En su fachada se encuentra clavada una bomba no detonada de la Guerra Civil.

### Decoración interior
El ornato del interior del templo fue encargado al célebre sacerdote y artista asturiano Félix Granda. Éste se encargó de la elaboración de un complejo programa iconográfico así como de la dirección y ejecución de las pinturas murales, esculturas, retablos etc. El retablo del altar mayor, en forma de políptico dorado, alberga una talla de San Juan bautista, y se sitúa bajo un gran baldaquino de gusto neobizantino, coronado con las símbolos de los evangelistas en las cuatro esquinas. De la bóveda del baldaquino pende una lámpara cuyo diseño se inspira en las coronas votivas de época visigótica. A cada lado del presbiterio se alzan dos columnas, sobre las cuales, sendos dragones de bronce sostienen las lámparas del sagrario. El comulgatorio, en mármol con rejería de bronce fundido, incluye dos ambones decorados con águilas y ornamentos también en bronce. 
En cada extremo del transepto se alzan sendos retablos que combinan eclécticamente estilos y materiales, conjugando formas clásicas, románicas y bizantinas con combinaciones de materiales inusuales, mármoles, madera, metales, piedra artificial, terracota, mosaico y cerámica esmaltada. El retablo del lado de la epístola contiene tres imágenes antiguas, el Éxtasis de San Antonio con imágenes de San Francisco de Asís y San Benito de Palermo a cada lado. También una urna con las reliquias del beato fray Pedro Compadre, compañero de san Francisco de Asís y fundador en Oviedo del convento franciscano que hubo en el solar que hoy ocupa la Junta General del Principado, y cuya huerta se sigue llamando Campo de San Francisco. El del lado del Evangelio tiene en el centro una talla de la Virgen sedente, copia de la realizada por Granda y José Capuz para la basílica de Covadonga, flanqueada por santas Eulalia de Mérida y Teresa de Jesús. Otros retablos menores, en estilo similar, albergan imágenes antiguas de Dolorosa, el Cristo de la Misericordia, Nuestra Señora de la Medalla Milagrosa y San José. 
Los espléndidos vitrales, realizados por la casa Maumejean bajo la dirección de Granda, son de inspiración gótica. Son de particular interés los confesionarios realizados en madera con adornos dorados representado al hijo pródigo y al buen pastor. 
La decoración musiva fue también ideada por Félix Granda, desarrollando un complejo programa iconográfico que buscaba representar la unión de la Iglesia triunfante y la Iglesia militante. el centro de la cúpula lo domina una gran figura del Pantocrátor, en torno al cual, enmarcados por arquitecturas pintadas, se disponen cuatro grupos de santos, cada uno presidido por una figura principal: San José con obispos, pastores y otros padres espirituales, La Virgen María con vírgenes y mártires, San Pedro con los apóstoles y San Juan Bautista con ascetas y místicos. El ábside del presbiterio presenta la imagen del árbol de la vida, con el cordero místico en el centro y las figuras de Adán y Eva arrodillados en veneración. Bajo la semicúpula, se extiende un friso con 12 corderos representando a los apóstoles. Los ábsides del transepto representan respectivamente las figuras entronizadas de Cristo y la Virgen, el primero acompañado por los doce apóstoles, San Pablo y María Magdalena, y ella por cuatro arcángeles los reyes magos y pastores. Las bóvedas y paramentos de la nave se decoran con una combinación de cielos estrellados, vides, flores y pinceladura imitando sillares.
El pintor Agustín Domínguez Tinso restauró las pinturas, con la inclusión de un autorretrato remplazando el rostro de uno de los apóstoles.